# Kanadska domorodska zlogovna pisava
Kanadska zlogovna pisava ali preprosto zlogovna pisava je družina pisav, ki se uporablja v številnih jezikih domorodnih prebivalcev Kanade iz algonkinske, inuitske in (nekdanje) athabaskanske jezikovne družine. Ti jeziki prej niso imeli uradnega pisnega sistema. Cenjeni so zaradi svoje drugačnosti od latinice in lahkotnosti, s katero je mogoče doseči pismenost; do konca 19. stoletja je Cree dosegel morda eno najvišjih stopenj pismenosti na svetu.
Pri zlogovnihe pisavah oz. abugidah znaki predstavljajo pare soglasnik-samoglasnik. Izvirajo iz dela Jamesa Evansa.
Kanadska zlogovna pisava se trenutno uporablja za pisanje vseh jezikov Cree od Naskapi (govorijo ga v Quebecu) do Skalnega gorovja, vključno z jeziki Vzhodni Cree, Cree gozdov (Woods Cree), Cree močvirij (Swampy Cree) in navaden Cree (Plains Cree). Uporabljajo se tudi za pisanje inuktituta (inuitski jezik) na vzhodu kanadske Arktike; tam so na ozemlju Nunavut skupaj z latinico uradna pisava. Na nekaterih področjih se uporabljajo za drugi veliki kanadski algonkinski jezik, Ojibwe, ter za Siksika. Med athabaskimi jeziki, ki so bolj na zahodu, so se zlogovni zapisi tako ali drugače uporabljali za zapise jezikov Dakelh (Carrier), Chipewyan, Slavey, Tłı̨chǫ (Dogrib) in Dane-zaa (Beaver). V Združenih državah Amerike so zlogovne pisave občasno uporabljale skupnosti, ki so segale čez mejo, vendar so v glavnem kanadski pojav.

## Zgodovina
| Zgodovina razvoja pisave: - Egipčanski hieroglifi, 32. stoletje pred našim štetjem - Hieratska pisava, 32. stoletje pred našim štetjem - Demotska pisava, 7. st. pr. n. št. - meriotična pisava, 3. st. pr. n. št. - protosinatska pisava, 19. stoletje pred našim štetjem - ugaritska abeceda, 15. stoletje pred našim štetjem - Epigrafska južnoarabska pisava, 9. st. pr. n. št. - Giz, 5.-6. stoletje pr. n. št. - feničanska abeceda 12. st. pr. n. št. - stara hebrejska abeceda, 10. stoletje pr. n. št. - Samarijanska pisava, 6. st. pr. n. št. - aramejščina, 8. st. pr. n. št. - Kharosthi, 3. st. pr. n. št. - Brahmi, 3. st. pr. n. št. - družina Brahmskih pisav - npr. tibetanska, 7. stoletje po Kr. - Devanagari, 10. stoletje našega štetja - Kanadska zlogovna pisava, 1840 - hebrejska abeceda, 3. stoletje pred našim štetjem - Kvadratna aramejska abeceda, 2007 - Pahlavi, 3. stoletje pred našim štetjem - Avestanščina, 4. st. n. št. - Palmirenska pisava, 2. st. pr. n. št. - Nabatejščina, 2. st. pr. n. št. - arabščina, 4. stoletje pred našim štetjem - N'Ko, 1949 po Kr. - sirščina, 2. st. pr. n. št. - Sogdijski jezik, 2. st. pr. n. št. - orhonščina (stara turščina), 6. stoletje pred našim štetjem - stara madžarščina, 650. stoletje po Kr. - stara ujgurščina - mongolska pisava, 1204 CE - mandajščina, 2. st. po Kr. - grška abeceda, 8. stoletje pred našim štetjem - etruščanska pisava, 8. st. pr. n. št. - latinica, 7. stoletje pred našim štetjem - Cherokee (samo črkovne oblike v zlogovni pisavi), okoli leta 1820 - Vai (zlogovna pisava), okoli leta 1832 po Kr. - Deseret, 1854 po Kr. - Osage, 2006 po Kr. - runska pisava, 2. st. po Kr. - Ogamska pisava (izvor negotov), 4. st. po Kr. - koptski jezik, 3. st. po Kr. - gotica 3. st. po Kr. - armenščina, 405 let po Kr. - kavkaška albanščina (izvor negotov), okoli 420 n. št. - gruzijska pisava (izvor negotov), okoli leta 430 po Kr. - glagolica, 862 po Kr. - cirilica, okoli 940 po Kr. - stara permščina, 1372 CE - stara hispanščina (polzlogovna), 7. st. pr. n. št. - libijsko-berberska pisava, 3. st. pr. n. št. - Tifinagh - Adlam (rahel vpliv arabščine), 1989 po Kr. - Hangul, 1443 po Kr. - Thaana, okoli leta 18 n. št. (izhaja iz številk Brahmi) |

Zlogovni pisave Cree so nastale v procesu, ki ga je leta 1840 zaključil misijonar James Evans, verjetno v sodelovanju s strokovnjaki za domorodne jezike. Evans jih je formaliziral za Swampy Cree (Cree močvirij) in Ojibwe. Evansa je navdihnil uspeh Sequoyahove Cherokee zlogovne pisave, potem ko je naletel na težave z abecedami na osnovi latinice, pri čemer je uporabil svoje znanje devanagarija in stenografije. Kanadski zlogi so nato vplivali na Pollardovo pisavo na Kitajskem. Drugi misijonarji so jo neradi uporabljali, vendar se je pred prihodom misijonarjev hitro podomačila in razširila v nove skupnosti.
V ustnih izročilih Cree je zapisano nasprotujoče si poročilo, ki trdi, da pisava izvira iz kulture Cree pred letom 1840 (glej § Ustna izročila Cree ). Po teh tradicijah je bila zlogovna pisava izum Calling Badgerja, človeka Cree. Legenda pravi, da je Badger umrl in se vrnil iz duhovnega sveta, da bi delil znanje pisanja s svojim ljudstvom.  Nekateri učenjaki pišejo, da so te legende nastale po letu 1840.  Winona Stevenson, poznavalka Cree, raziskuje možnost, da je navdih za zlogovno pisavo Cree izviral iz obsmrtne izkušnje mistanaskowêw (ᒥᐢᑕᓇᐢᑯᐍᐤ, Calling Badger – iz mistanask ᒥᐢᑕᓇᐢᐠ 'jazbec' in -wêw ᐁᐧᐤ 'glas/klic'),  Stevenson se sklicuje na Fine Day, citiranega v Mandelbaumovi The Plains Cree, ki navaja, da se je zlogovne pisave naučil od Strikes-him-on-the-back, ki se ga je naučil neposredno od mistanâskowêw. 

### James Evans
Leta 1827 je bil Evans, misijonar iz Kingstona nad Hullom v Angliji, imenovan za vodjo Wesleyanskega misijona v Rice Lakeu v Ontariu . Tu se je začel učiti vzhodnega jezika Ojibwe, ki se govori na tem območju, in bil del odbora za oblikovanje latinice zanj. Do leta 1837 je pripravil Speller and Interpreter in English and Indian, vendar Britanska in tuja svetopisemska družba ni mogla doseči odobritve njegovega tiska. Takrat so številne misijonarske družbe nasprotovale razvoju domorodne pismenosti v svojih jezikih, saj so verjele, da bi se njihov položaj izboljšal z jezikovno prilagoditvijo na kolonialno družbo.
Evans je pri svojem delu v Ontariu še naprej uporabljal svoj pravopis Ojibwe . Kot je bilo v tistem času običajno, je pravopis zahteval vezaje med zlogi besed, kar je pisni Ojibwe dalo delno zlogovno strukturo. Vendar se zdi, da so imeli njegovi učenci težave v zasnovi pri uporabi iste abecede za dva različna jezika z zelo različnimi glasovi, in samemu Evansu se je zdel ta pristop neroden. Poleg tega je bil jezik ojibwe polisintetičen, vendar je imel malo različnih zlogov, kar pomeni, da je imela večina besed veliko število zlogov; zaradi tega so bile precej dolge, če so bile zapisane z latinično pisavo. Začel je eksperimentirati z ustvarjanjem bolj zlogovne pisave, za katero je menil, da bi bila manj nerodna za njegove učence.
Leta 1840 so Evansa preselili v Norway House v severni Manitobi . Tu se je začel učiti lokalnega narečja Swampy Cree . Tako kot tesno sorodni Ojibwe je bil poln dolgih večzložnih besed.
Kot amaterski jezikoslovec je bil Evans seznanjen s pisavo devanagari, ki se uporablja v britanski Indiji ; v devanagariju vsaka črka pomeni zlog in je spremenjena tako, da predstavlja samoglasnik tega zloga. Takšen sistem, ki se zdaj imenuje abugida, se je zlahka prilagodil pisanju jezika, kot je Swampy Cree, ki je imel preprosto zlogovno strukturo le osmih soglasnikov in štirih dolgih ali kratkih samoglasnikov. Evans je bil seznanjen tudi z britansko stenografijo, domnevno Universal Stenography Samuela Taylorja, iz časov, ko je bil trgovec v Angliji; in zdaj se je seznanil z novo objavljeno Pitmanovo stenografijo iz leta 1837.

### Izvor v Devanagariju in Pitmanu
Na razvoj zlogovne pisave Cree je vplivalo Evansovo znanje devanagarija in pitmana.  Devanagari je zagotovil znake za zloge, Pitman pa znake za končne soglasnike in tudi zamisel o vrtenju in odebeljevanju za spreminjanje zlogov.
V prvotni Evansovi pisavi je bilo deset zlogovnih oblik: osem za soglasnike p, t, c, k, m, n, s, y ; deveta za samoglasniške začetne zloge ali samoglasnike, ki sledijo enemu od naključnih soglasnikov; in deset, ki niso več v rabi, za soglasniški sklop sp . Štirje so bili stranski soglasniki, r, l, w, h, ki niso imeli zlogovnih oblik. Razen sp je vse to mogoče izslediti v kurzivnih kombiniranih oblikah ustrezne devanagarske akšare; kombinirana oblika v devanagariju je nekoliko skrajšana (desna črta je izpuščena), pri rokopisu pa se lahko izpusti tudi tekoča vodoravna črta, kot je bilo standardizirano v gudžaratščini . (Zdi se, da je zaporedje sp spoj oblike s z oglatostjo p vzdolž konceptualnih linij bolj skrčenih ligatur devanagarija, kot je क्ष . )
Podobnost je močnejša, če dovolimo, da se simboli vrtijo, da dobijo podobno smer pisanja za vsak samoglasnik; na primer, devanagari n ima usmerjenost ne namesto na . Zdi se, da je bila motivacija za spremembo usmerjenosti omogočiti peresu sledenje iste smeri pri pisanju zlogov z enakimi samoglasniki: Razred refleksije ka, ca, ma, sa, ya (to so soglasniki, ki so usmerjeni na razlikovanje sprednjih samoglasnikov i, e ) sledijo poti, podobni črki L, medtem ko rotacijski razredi a, pa, ta, na (tisti, ki so zasukani na sprednje samoglasnike) vsi sledijo poti, podobni črki C. Usmerjenost devanagarija g- (za k- ), n-, y- in morda s- je bilo treba obrniti, da se je to zgodilo. ( Sp- ne sledi tej posplošitvi, kar odraža njegov mešani izvor. )
Ker so lahko soglasniki Cree zveneči ali nezveneči, odvisno od njihovega okolja, vsak ustreza dvema devanagarijskima črkama, Cree ka / ga pa je na primer bolj podoben devanagarskemu g kot k . Zdi se, da soglasnik h, ki se v zlogovnih besedah pojavlja le na koncu, izhaja iz devanagarščine visarga, ◌ः ḥ, ki se prav tako pojavlja le na koncu, ne pa iz zlogovnega ह ha .
začetni in samostojni Creejevski soglasniki iz Devanagarija:
| popolnoma in napol Devanagarijske oblike | popolnoma in napol Devanagarijske oblike | popolnoma in napol Devanagarijske oblike | Cree | Cree   |
| ---------------------------------------- | ---------------------------------------- | ---------------------------------------- | ---- | ------ |
| Syllables                                |                                          |                                          |      |        |
| ए                                        | e                                        | ए                                        | ᐁ    | e      |
| प                                        | pa                                       | प्‍                                        | ᐸ    | pa/ba  |
| ट                                        | ṭa                                       | ट‍                                        | ᑕ    | ta/da  |
| ज                                        | ja                                       | ज्‍                                        | ᒐ    | cha/ja |
| ग                                        | ga                                       | ग्‍                                        | ᑯ    | ko/go  |
| म                                        | ma                                       | म्‍                                        | ᒪ    | ma     |
| न                                        | na                                       | न्‍                                        | ᓂ    | ne     |
| स                                        | sa                                       | स्‍                                        | ᓴ    | sa*    |
| य                                        | ya                                       | य्‍                                        | ᔪ    | yo     |
| Incidental consonants                    |                                          |                                          |      |        |
| ल                                        | la                                       | ल्‍                                        | ᓫ    | -l     |
| र                                        | ra                                       | र्‍                                        | ᕑ    | -r     |
| व                                        | va/wa                                    | व्‍                                        | ᐤ    | -w     |
| ◌ः                                        | -h                                       | ◌ः                                        | ᐦ    | -h     |

*Kurzivni स je bolj podoben ᓴ in je videti kot म.
Možno je, da sta bila -l in -r izpeljana z vrtenjem določenega devanagarskega znaka, kot v Pitmana, kjer sta l in r tudi povezana na ta način, ne pa iz dveh različnih znakov, predlaganih v tabeli.
Nasprotno pa končni soglasniki p, t, c, k, m, n, s in y (ki jih je Evans poimenoval "končni i"), ki se zdaj uporabljata le za zahodni Cree, izhajajoiz Pitmanove stenografije. Črtni znaki ᑊ ᐟ ᐨ ᐠ p, t, c, k so zasukani za 45° glede na Pitman ᐠ ᑊ ᐟ ᐨ p, t, c, k, vendar ohranijo svojo relativno usmerjenost nedotaknjeno; polkrožni znaki ᒼ ᐣ ᐢ m, n, s so zasukani za 90° glede na Pitman ᐢ ᓑ ᐣ m, n, s. Creejski "končni i" je bil prvotno pika, tako kot ločilno znamenje za samoglasnik i v Pitmanu. 
| Pitman | Pitman | Cree | Cree |
| ------ | ------ | ---- | ---- |
| ᐠ      | p      | ᑊ    | -p   |
| ᑊ      | t      | ᐟ    | -t   |
| ᐟ      | ch     | ᐨ    | -c   |
| ᐨ      | k      | ᐠ    | -k   |
| ᐢ      | m      | ᒼ    | -m   |
| ᐡ      | n      | ᐣ    | -n   |
| ᐣ      | s      | ᐢ    | -s   |
| ˙      | i      | ˙    | -y   |

Končni hk pa je ᕽ, majhna različica grške črke Χ kh, izbrana zato, ker je Χ logogram za Kristusa. 
Uporaba vrtenja za spreminjanje samoglasnika v zlogu je edinstvena za kanadsko zlogovno pisavo, vendar je imela svoj izvor v stenografiji. Pitman je uporabil vrtenje za spremembo mesta izgovorjave : zaporniki p, t, ch, k, nosniki m, n in priporniki h, s, sh, f, th so bili povezani z vrtenjem, kot je delno razvidno iz zgornje tabele končnih znakov.
Sprva je Evans označeval dolžino samoglasnika z odebljenimi / neodebeljenimi črtami (značilnost, ki se uporablja za označevanje zvenečnosti v Pitmanu); toda to se je v tisku izkazalo za nerodno in do leta 1841 so ga spremenili v prekinjene črte za dolge samoglasnike oz. polne črte za kratke samoglasnike. Kasneje je Evans uvedel trenutno prakso pisanja pike nad zlogom, ki označuje dolžino samoglasnika.
Lokalna skupnost Cree je hitro sprejela ta novi pisni sistem. Ljudje Cree so ga začeli uporabljati za pisanje sporočil na drevesno lubje z žganimi palicami, pri čemer so sporočila puščali zunaj na lovskih poteh daleč od misijona. Evans je verjel, da je to dobro prilagojen jezikom staroselcev Kanade, zlasti algonkvinskim jezikom, ki jih je poznal. Trdil je, da bi ga "z nekaj majhnimi spremembami" lahko uporabili za pisanje "vseh jezikov od Atlantika do Skalnega gorovja." 
Evans je poskušal zagotoviti tiskarski stroj in nov tisk za objavo materialov v tem pisnem sistemu. Tu se je začel soočati z odporom kolonialnih in evropskih oblasti. Podjetje Hudson's Bay Company, ki je imelo monopol nad zunanjo trgovino v zahodni Kanadi, je zavrnilo uvoz tiska zanj, ker je menilo, da je pismenost domačinov nekaj, kar je treba preprečiti. Evans je z velikimi težavami izdelal lasten tisk in tip ter začel objavljati v zlogovnih pisavah.
Evans je leta 1846 zapustil Kanado in kmalu zatem umrl. Vendar sta lahkotnost in uporabnost zlogovnega pisanja zagotovili njegovo nadaljnjo uporabo, kljub evropskemu odporu, da bi ga ukinili. Leta 1849 je David Anderson, anglikanski škof Rupertove dežele, poročal, da "nekaj Indijancev zna brati s pomočjo teh zlogovnih znakov; toda če bi jih le naučili brati svoj jezik z našimi črkami, bi bil korak k osvojitvi angleškega jezika." Toda zlogovna pisava se je uveljavila med Creeji (dejansko je bila njihova stopnja pismenosti večja kot pri angleških in francoskih Kanadčanih  ) in leta 1861, petnajst let po Evansovi smrti, je British and Foreign Bible Society objavila Biblijo v Cree zlogovna .  Do takrat so tako protestantski kot katoliški misijonarji uporabljali in dejavno širili zlogovno pisavo.
Misijonarsko delo v petdesetih in šestdesetih letih 19. stol. je razširilo zlogovno pisavo v zahodno kanadska narečja Ojibwe ( Plains Ojibwe in Saulteaux ), vendar se razen v Ojibwe v Združenih državah Amerike ni pogosto uporabljala. Misijonarji, ki so se naučili Evansovega sistema, so ga razširili na vzhod čez Ontario in v Quebec ter dosegli vsa jezikovna območja Cree vse do Naskapijev . Ljudje Attikamekw, Montagnais in Innu v vzhodnem Quebecu in Labradorju uporabljajo latinico .
Leta 1856 je John Horden, anglikanski misijonar v Moose Factoryju v Ontariu, ki je prilagodil zlogovno pisavo tamkajšnjemu narečju James Bay Cree, srečal skupino Inuitov iz področja Grande Rivière de la Baleine v severnem Quebecu. Zelo jih je zanimalo prilagajanje zlogov Cree svojemu jeziku. Nekaj jih je pripravil na podlagi njihove izgovorjave inuktituta, vendar je hitro postalo očitno, da število osnovnih glasov in preprost model zloga v Evansovem sistemu ni bil primeren za jezik. S pomočjo Edwina Arthurja Watkinsa je močno spremenil zloge, da bi zadostil potrebam.
Leta 1876 je anglikanska cerkev najela Edmunda Pecka za delo s polnim delovnim časom v njihovem misijonu na reki Great Whale, kjer je Inuite poučeval zlogovno pisavo in prevajal gradivo v zlogovno besedilo. Njegovemu delu po Arktiki se običajno pripisuje uveljavitev zlogovnega jezika med Inuiti. S podporo anglikanskih in katoliških misijonskih družb so Inuiti do začetka 20. stoletja sami širili zlogovno pisavo.
V osemdesetih letih 19. stoletja je John William Tims, anglikanski misijonar iz Velike Britanije, izumil številne nove oblike za zapis jezika <i>Blackfoot</i> .
Francoski rimskokatoliški misijonarji so bili v poznem 19. stoletju glavna sila za razširitev zlogovnepisave v atabaskanske jezike . Misijonski red oblatov je bil še posebej dejaven pri uporabi zlogovne pisave pri misijonarstvu. Oče oblata Adrien-Gabriel Morice je prilagodil zlogovno pisavo Dakelhu in izumil veliko število novih osnovnih znakov za podporo miselno bolj zapletenim glasovom atabaskanskih jezikov. Oče Émile Petitot je razvil zlogovne pisave za številne atabaskanske jezike severozahodnih ozemelj, vključno s slaveyjem in čipewjanom .
Cree je vplival na oblikovanje pisave Pollard na Kitajskem. 

### Cree ustna izročila
Ustna izročila v Creeju trdijo, da je bila pisava Cree podarjena prek duhovnega sveta, namesto da bi jo izumil misijonar.

V tridesetih letih prejšnjega stoletja je Chief Fine Day prvega naroda Sweetgrass povedal Mandelbaumu naslednje:   :20
Wood Cree z imenom Badger-call je umrl in nato spet oživel. Medtem ko je bil mrtev, mu je bila dana zlogovna pisava in povedano mu je bilo, da z njo lahko piše Cree. Strike-him-on-the-back se je tega pisanja naučil od Badger-calla. Priredil je pojedino in napovedal, da jo bo naučil vsakogar, ki se bo želel učiti. Tako sem se je naučil. Badger-call je misijonarje učil pisanja. Ko je bila pisava dana Badger-callu, so mu rekli: 'Oni (misijonarji) bodo spremenili pisavo in rekli, da pisava pripada njim. Toda samo tisti, ki poznajo Cree, ga bodo lahko prebrali.' Tako vemo, da pisanje ne pripada belcem, saj ga lahko berejo le tisti, ki poznajo jezik Cree.
Vnuk Fine Daya Wes Fineday je na radiu CBC Morningside v dveh intervjujih leta 1994 in 1998 povedal naslednje:  
Fineday mlajši je pojasnil, da je Calling Badger prišel iz območja Stanleyevega misijona in je živel deset do petnajst let pred rojstvom njegovega dedka leta 1846. Nekega večera so na poti na srečanje svetega društva Calling Badger in dva pevca naleteli na močno luč in vsi trije so padli na tla. Iz svetlobe je prišel glas, ki je klical Badgerjevo ime. Kmalu zatem je Calling Badger zbolel in ljudje so slišali, da je umrl. Med njegovim prebujanjem tri dni pozneje, ko so se pripravljali, da ga za pogreb ogrnejo v bivolje obleke, so ljudje ugotovili, da njegovo telo ni trdo, kot bi moralo biti telo mrtve osebe. V nasprotju z vsemi običaji in tradicijo so se ljudje strinjali z vdovino prošnjo, naj pusti truplo še eno noč. Naslednji dan telo Calling Badgerja še vedno ni bilo trdo, zato so mu stari začeli drgniti hrbet in prsi. Kmalu so se mu odprle oči in ljudem je povedal, da je odšel v četrti svet, svet duhov, in tam so ga duhovi naučili marsikaj. Calling Badger, je ljudem povedal stvari, ki so mu bile pokazane in so prerokovale dogodke v prihodnosti, nato pa je izvlekel nekaj kosov brezovega lubja s simboli na njih. Te simbole, je povedal ljudem, naj bi uporabili za zapisovanje duhovnih jezikov in za medsebojno sporazumevanja ljudstva Cree.

(Stevenson 20)
Na vprašanje, ali je bilo zgodbo mišljeno razumeti dobesedno, je Wes Fineday komentiral: »Svete zgodbe … niso zasnovane nujno zato, da bi ponudile odgovore, ampak zgolj zato, da bi začele kazati smeri, ki jih je mogoče ubrati. . . . Zavedajte se, da vam odgovorov ne dajejo pripovedovalci zgodb. . . . Kar lahko storimo, je, da vam lahko pripovedujemo zgodbe in če boste tem zgodbam prisluhnili na sveti način z odprtim srcem, odprtim umom, odprtimi očmi in ušesi, vam bodo te zgodbe nagovorile." 

Decembra 1959 je antropolog Verne Dusenberry, medtem ko je bil med Plains Cree v rezervatu Rocky Boy v Montani, Raining Bird povedal podobno pripoved:  :21
Po Raining Bird "so duhovi prišli do enega dobrega človeka in mu dali nekaj pesmi. Ko jih je obvladal, so ga naučili narediti vrsto črnila in mu nato pokazali, kako pisati na belo brezovo lubje.« Prejel je tudi veliko naukov o duhovih, ki jih je zapisal v knjigo iz brezovega lubja. Ko se je edini dobri mož vrnil k svojim ljudem, jih je naučil brati in pisati. "Cree so bili zelo zadovoljni s svojim novim dosežkom, kajti takrat so bili v tej državi belci. Cree so vedeli, da beli trgovci znajo brati in pisati, zato so zdaj čutili, da se lahko tudi oni med seboj sporazumevajo tako dobro kot njihovi beli sosedje."

(Stevenson 21)
Stevenson (aka Wheeler) komentira, da je legenda splošno znana med Creeji. 
Jezikoslovec Chris Harvey verjame, da je bila zlogovna pisava plod sodelovanja med angleškimi misijonarji in strokovnjaki za jezike Cree in Ojibwe. 
Ni znanih ohranjenih materialnih dokazov kanadskih domorodnih zlogovnih pisav pred Norveško hišo . 

## Osnovna načela
Kanadske "zlogovne" pisave niso zlogovne pisave, v katerih ima vsako zaporedje soglasnik – samoglasnik ločen znak,  ampak je abugida,  v katerih so soglasniki spremenjeni, da označujejo povezan samoglasnik — v tem primeru s spremembo v usmerjenosti (ki je edinstvena za kanadsko zlogovno pisavo). V jeziku Cree ima na primer soglasnik p obliko narobe obrnjenega V-ja. V smeri navzgor, ᐱ, se mu pripisuje zlog pi . Obrnjeno, tako da kaže navzdol, ᐯ, se mu pripisuje pe . Če kaže na levo, ᐸ, je pa, čee na desno, ᐳ, po . Tako predstavljene soglasniške oblike in samoglasniki se razlikujejo od jezika do jezika, vendar se na splošno približajo izvoru Cree. 
Zgradba Evansove pisave iz leta 1840:
|         | -e            | -ē            | -i            | -ī            | -o            | -ō            | -a            | -ā            | končna | sukanje      |
| ------- | ------------- | ------------- | ------------- | ------------- | ------------- | ------------- | ------------- | ------------- | ------ | ------------ |
| osnovno | ᐁ             | ᐁ             | ᐃ             | ᐃ             | ᐅ             | ᐅ             | ᐊ             | ᐊ             |        | simetrično   |
| p-      | ᐯ             | ᐯ             | ᐱ             | ᐱ             | ᐳ             | ᐳ             | ᐸ             | ᐸ             | ᑊ      | simetrično   |
| t-      | ᑌ             | ᑌ             | ᑎ             | ᑎ             | ᑐ             | ᑐ             | ᑕ             | ᑕ             | ᐟ      | simetrično   |
| k-      | ᑫ             | ᑫ             | ᑭ             | ᑭ             | ᑯ             | ᑯ             | ᑲ             | ᑲ             | ᐠ      | nesimetrično |
| c-      | ᒉ             | ᒉ             | ᒋ             | ᒋ             | ᒍ             | ᒍ             | ᒐ             | ᒐ             | ᐨ      | nesimetrično |
| m-      | ᒣ             | ᒣ             | ᒥ             | ᒥ             | ᒧ             | ᒧ             | ᒪ             | ᒪ             | ᒼ      | nesimetrično |
| n-      | ᓀ             | ᓀ             | ᓂ             | ᓂ             | ᓄ             | ᓄ             | ᓇ             | ᓇ             | ᐣ      | nesimetrična |
| s-      | ᓭ             | ᓭ             | ᓯ             | ᓯ             | ᓱ             | ᓱ             | ᓴ             | ᓴ             | ᐢ      | nesimetrično |
| y-      | ᔦ             | ᔦ             | ᔨ             | ᔨ             | ᔪ             | ᔪ             | ᔭ             | ᔭ             | ᐧ      | nesimetrično |
| sp-     | Z             | Z             | Z             | Z             | N             | N             | И             | И             |        | simetrično   |
| -w-     | · (za zlogom) | · (za zlogom) | · (za zlogom) | · (za zlogom) | · (za zlogom) | · (za zlogom) | · (za zlogom) | · (za zlogom) | ᐤ      |              |
| -h      |               |               |               |               |               |               |               |               | ᐦ      |              |
| -hk     |               |               |               |               |               |               |               |               | ᕽ      |              |
| -l      |               |               |               |               |               |               |               |               | ᓫ      |              |
| -r      |               |               |               |               |               |               |               |               | ᕑ      |              |

Ker je pisava predstavljena v zlogovnih shemah in se je naučimo kot zlogovno pisavo, se pogosto šteje za takšno. Dejansko imajo računalniške pisave ločene kodne točke za vsak zlog (vsaka orientacija vsakega soglasnika) in konzorcij Unicode meni, da je ta slogovna pisava "popolna zlogovna pisava" skupaj s pisavami, kot je hangul, kjer vsak blok predstavlja zlog, vendar so soglasniki in samoglasniki označeni neodvisno (v Cree zlogovni pisavi soglasnik z obliko znaka in samoglasnik s svojo usmerjenostjo). To ni podobno pravi zlogovni pisavi, kjer ima vsaka kombinacija soglasnika in samoglasnika neodvisno obliko, ki ni povezana z drugimi zlogi z istim soglasnikom ali samoglasnikom. 

### Zlogovne in končne soglasniške oblike
Prvotna pisava, ki je bila oblikovana za Western Swampy Cree, je imela deset takšnih oblik črk: osem za zloge na podlagi soglasnikov p-, t-, c-, k-, m-, n-, s-, y- (izgovarja se / p, t, ts, k, m, n, s, j/), drugo za samoglasniške začetne zloge in nazadnje mešano obliko, ki je zdaj zastarela, za soglasniško skupino sp- . V različici iz leta 1840 so bile vse napisane z neodebeljeno črto, ki je nakazala, da je samoglasnik kratek, in z odebeljeno črto, ki je pokazala, da je samoglasnik dolg: ᑲ ka, ᑲ kâ ; vendar je v različici iz leta 1841 neodebeljena črta označevala male črke, odebljena črta pa velike črke: ᑲ ka, ᑲ KA ali Ka ; poleg tega je v različici iz leta 1841 neprekinjena oblika črke označevala kratek samoglasnik, pri dolgem samoglasniku pa je Evans razpolovil znak, tako da je bila v tisku črka prelomljena. V tisku se zdaj uporablja tudi ročno napisana različica, ki uporablja predpiko za označevanje dolgega samoglasnika: ᑕ ta, ᑖ tâ . Soglasnik w, ni imel lastne črkovne oblike, ampak je bil označen z diakritičnim znakom na drugem zlogu; to je zato, ker se lahko kombinira s katerim koli soglasnikom, kot v ᑿ kwa, pa tudi obstaja samostojno, kot v ᐘ wa . 
Za devet soglasnikov -p, -t, -c, -k, -m, -n, -s, -y in w so obstajale različne črke, ko so se pojavile na koncu zloga. Poleg tega štirje "končni" soglasniki niso imeli zlogovnih oblik: -h, -l, -r in zaporedje -hk . Ti so bili prvotno napisani v srednji črti, zdaj pa so nadpisani. (Znamenje za -hk predstavlja najpogostejše končno zaporedje jezika, saj je pogosta slovnična končnica v Cree in je bil uporabljen za običajni -nk v Ojibwe.) Soglasnika -l in -r sta bila obrobna, le v izposojenkah, otroškem govoru ipd. Ti in -h so se lahko pojavili pred samoglasniki, vendar so bili ne glede na to zapisani s končno obliko. ( -l in -r sta zdaj zapisana v velikosti celih črk, ko se pojavita pred samoglasniki, kot so bili končnici prvotno, ali pa so v nekaterih zlogovnih zapisih nadomeščeni s polnimi zasukanimi zlogovnimi oblikami; -h se pojavi samo pred samoglasnikom v združenih oblikah, v parih slovničnih besedah ali v učnih gradivih za označevanje soglasniške vrednosti, ki mu sledi, je fortis . ) 

### Spremembe samoglasnikov
Samoglasniki se delijo na dva sklopa, zadnja samoglasnika -a in -u ter sprednja samoglasnika -e in -i. Vsak niz je sestavljen iz nižjega samoglasnika, -a ali -e, in višjega samoglasnika, -u ali -i. V vseh primerih so zlogi zadnjih samoglasnikov povezani s preslikavo levo-desno: to pomeni, da so zrcalne slike drug drugega. Njihov odnos do zlogov sprednjih samoglasnikov je odvisen od oblike soglasnikov. Ti sledijo dvema vzorcema. Simetrični,  samoglasniški, p-, t-, sp-, so zasukani za 90 stopinj (četrt obrata) v nasprotni smeri urnega kazalca, tisti, ki so asimetrični od zgoraj navzdol, c-, k-, m-, n -, s-, y-, so zasukani za 180 stopinj (pol obrata). Nižji zlogi sprednjega samoglasnika ( -e ) so na ta način izpeljani iz zlogov nizkega zadnjega samoglasnika ( a ), zlogi visokega sprednjega samoglasnika ( -i ) pa so tako izpeljani iz višjega zadnjega samoglasnika ( -u ). zlogov.  
Simetrične oblike črk lahko ponazorimo tako, da jih razporedimo v "diamant":
|   | ᐃ |   |  |   | i |   |  |   | ᐱ |   |  |       | bi/pi |       |  |   | ᑎ |   |  |       | ti/di |       |
| ᐊ |   | ᐅ |  | a |   | o |  | ᐸ |   | ᐳ |  | ba/pa |       | bo/po |  | ᑕ |   | ᑐ |  | ta/da |       | to/do |
|   | ᐁ |   |  |   | e |   |  |   | ᐯ |   |  |       | be/pe |       |  |   | ᑌ |   |  |       | te/de |       |

Nesimetrične oblike črk lahko ponazorimo tako, da jih razporedimo v kvadrat:
| ᑭ | ᑫ |  | gi/ki | ge/ke |  | ᒋ | ᒉ |  | ji/ci | je/ce |  | ᒥ | ᒣ |  | mi | me |  | ᓂ | ᓀ |  | ni | ne |  | ᓯ | ᓭ |  | si | se |  | ᔨ | ᔦ |  | yi | ye |  |
| ᑲ | ᑯ |  | ga/ka | go/ko |  | ᒐ | ᒍ |  | ja/ca | jo/co |  | ᒪ | ᒧ |  | ma | mo |  | ᓇ | ᓄ |  | na | no |  | ᓴ | ᓱ |  | sa | so |  | ᔭ | ᔪ |  | ya | yo |  |

Te oblike so prisotne v večini zlogovnih pisav z glasovnimi vrednostmi, ki se približajo izvoru iz Swampy Creeja. Na primer, vse pisave, razen tiste za Blackfoot, uporabljajo trikotnik za samoglasniške začetne zloge.
Do leta 1841, ko je Evans izdelal prvo premično pisavo za zlogovno pisavo, je ugotovil, da ne more zadovoljivo vzdrževati razlikovanja med nepoudarjeno in poudarjeno pisavo za kratke in dolge samoglasnike. Namesto tega je naredil vrzeli v tiskani obliki za dolge samoglasnike. To je razvidno iz zgodnjih natisov. Pozneje je bilo ločilno znamenje s piko, ki se je prvotno uporabljal samo za dolžino samoglasnika v rokopisu, razširjen na tisk: tako je danes ᐊ a v nasprotju z ᐋ â in ᒥ mi v nasprotju z ᒦ mî . Čeprav se Cree ê pojavlja le dolgi, je pisava razlikovala dolžine za vse štiri samoglasnike. Vsi pisci niso ne takrat ne zdaj  navajali dolžine ali pa tega ne počnejo dosledno; ker ni razlike, danes nihče ne piše ê kot dolgega samoglasnika. 

### Naglaševanje
Glede na načela stenografije, na katerih je temeljila, je zlogovna pisava lahko zapisana navadno, kar označuje le osnovni oris soglasnika in samoglasnika v govoru, ali koničasto, z ločilnimi znamenjii za dolžino samoglasnika in soglasnika /w/ in /h/ . Popolno glasoslovno naglaševanje je redko. Zlogovne pisave je mogoče zapisati tudi brez delitve besed, kot je nekoč bil devanagari, ali s presledki ali pikami med besedami ali predponami. 

### Ločila
Edina ločila, ki jih najdemo v številnih besedilih, so presledki med besedami in ᙮ za piko. Uporabljajo se lahko tudi ločila v latinici, vključno s piko (.).  Zaradi končnega c, ki je podoben vezaju, sekot vezaj uporablja dvojni vezaj ⟨᐀⟩.

## Besedišče
Nekaj pogostih izrazov, ki se uporabljajo v kontekstu zlogovnih besedil

### "Zlogi" ali polne črke
Polni znaki, ne glede na to, ali pomenijo kombinacije soglasnika in samoglasnika ali samoglasnike, se običajno imenujejo "zlogi". Lahko so fonemski in ne morfofonemski zlogi. To pomeni, da ko se en morfem (besedni element) konča na soglasnik in se naslednji začne na samoglasnik, je vmesni soglasnik zapisan kot zlog z naslednjim samoglasnikom. Na primer, beseda pīhc-āyi-hk "znotraj" ima pīhc kot prvi morfem in āyi kot drugega, vendar je zapisano kot ᐲᐦᒑᔨᕽ pīh-cā-yihk.
V drugih primerih lahko "zlog" dejansko predstavlja le soglasnik, spet zaradi osnovne zgradbe jezika. V Plains Cree, ᑖᓂᓯ tānisi "zdravo" ali "kako si?" je zapisan, kot bi imel tri zloge. Ker ima prvi zlog poudarek, zlog, ki mu sledi, pa kratek /i/, je samoglasnik izpuščen. Posledično se beseda izgovori "tānsi" samo z dvema zlogoma.
Zlogovni zapis je pomemben za določanje naglasa v algonkvinskih jezikih in obratno, zato je ta dvoumnost v algonkvinskih jezikih v zlogovni pisavi razmeroma pomembna.

#### serija
Beseda "niz" se uporablja bodisi za niz zlogov z enakim samoglasnikom bodisi za niz z enakim začetnim soglasnikom. Tako je n-niz niz zlogov, ki se začnejo z n, o-niz pa je niz zlogov, ki imajo o kot samoglasnik ne glede na začetni soglasnik.

### Brezplačni prenosi pisav
- ScriptSource entry for Cans script . Navaja nekaj pisav.
- GNU FreeFont . Razpon UCAS + UCASE v sans-serif pisavi.

Predloga:Writings systems of the AmericasPredloga:List of writing systems